# Ayer fue primavera
Ayer fue primavera  és una pel·lícula en blanc i negre de l'Argentina dirigida per Fernando Ayala sobre el guió de Rodolfo Manuel Taboada que es va estrenar el 20 d'octubre de 1955 i que va tenir com a protagonistes a Roberto Escalada, Analía Gadé, Duilio Marzio i Orestes Soriani.

## Sinopsi
Un home reviu el passat de la seva esposa, morta en un accident de trànsit, amb la sospita d'una infidelitat.

## Repartiment
- Roberto Escalada... Ricardo Aguilar
- Analía Gadé... Silvia
- Duilio Marzio... Aníbal Sagreras
- Orestes Soriani
- Jesús Pampín
- Tomás Simari
- Carmen Monteleone
- Armando de Vicente
- Marcela Sosa
- Panchito Lombard... Yuyo
- Leo Sassi
- Celia Ovejero
- María Rousset
- Carmen Giménez
- Víctor Martucci
- José Guisone
- Aída Villadeamigo
- Marcela Sola
- Emilio Vieyra
- Chela Castro

## Comentaris
Vair a Gente de Cine va dir:
| « | ”El film mostra la lluita d'un director sense experiència tractant de sobreposar-se a un tema esfilagarsat, a dominar l'organització general…Manca d'unitat, però excedeix en discreció. No és tasca fàcil escriure bé quan la ploma està vella. I Ayala fa molt amb els elements que disposa.” | » |

D'altra banda El Heraldo del Cinematografista va opinar sobre del filme:
| « | ”LEl film mostra la lluita d'un director sense experiència tractant de sobreposar-se a un tema deshilachado, a dominar l'organització general…Manca d'unitat, però excedeix en discreció. No és tasca fàcil escriure bé quan la ploma està vella. I Ayala fa molt amb els elements que disposa.” | » |

D'altra banda:
| « | ”Ayala es va revelar amb un realitzador amb futur en dirigir aquest assumpte romàntic que, malgrat uns certs amaneramientos, es destaca al cinema de l'època.” | » |